# استفان اشمیت (بازیکن فوتبال)
استفان اشمیت (انگلیسی: Stephan Schmidt؛ زادهٔ ۱۹ اوت ۱۹۷۶) بازیکن فوتبال اهل آلمان است.
از باشگاه‌هایی که در آن بازی کرده‌است می‌توان به باشگاه فوتبال هرتابرلین اشاره کرد.